# Jérôme de Mayer
Jérôme de Mayer, född 21 juli 1875, död 18 augusti 1958, var en belgisk bågskytt. 
de Mayer deltog vid olympiska sommarspelen 1920, där han tog två guld och ett silver.